# Czyżyki
Czyżyki – wieś w Polsce położona w województwie podlaskim, w powiecie hajnowskim, w gminie Hajnówka.
| SIMC    | Nazwa        | Rodzaj    |
| ------- | ------------ | --------- |
| 0029558 | Bahnowa      | część wsi |
| 0029564 | Borowa       | część wsi |
| 0029570 | Korcze       | część wsi |
| 0029587 | Morgi        | część wsi |
| 0029593 | Na Olsie     | część wsi |
| 0029601 | Popereczniki | część wsi |
| 0029618 | Przedtocze   | część wsi |
| 0029624 | Serednia     | część wsi |
| 0029647 | Zadnia       | część wsi |
| 0029630 | Za Siołem    | część wsi |

W latach 1975–1998 miejscowość administracyjnie należała do województwa białostockiego.
We wsi znajduje się kaplica prawosławna pod wezwaniem św. Jerzego Zwycięzcy podlegająca parafii w Nowoberezowie oraz cmentarz prawosławny założony w 1771. Natomiast wierni kościoła rzymskokatolickiego należą do parafii Podwyższenia Krzyża Świętego i św. Stanisława, Biskupa i Męczennika w Hajnówce.
Według Powszechnego Spisu Ludności z 1921 roku wieś zamieszkiwało 299 osób, wśród których 1 było wyznania rzymskokatolickiego, 277 prawosławnego, 11 ewangelickiego a 10 mojżeszowego. Jednocześnie 278 mieszkańców zadeklarowało białoruską przynależność narodową, 11 niemiecką a 10 żydowską. Było tu 74 budynków mieszkalnych.
Według stanu z 31 grudnia 2012 we wsi mieszkało 90 osób.